# Коквіль
Кокві́ль (фр. Cosqueville) — колишній муніципалітет у Франції, у регіоні Нормандія, департамент Манш. Населення — 573 осіб (2011).
Муніципалітет був розташований на відстані близько 290 км на захід від Парижа, 95 км на північний захід від Кана, 70 км на північ від Сен-Ло.

## Історія
До 2015 року муніципалітет перебував у складі регіону Нижня Нормандія. Від 1 січня 2016 року належав до нового об'єднаного регіону Нормандія.
1 січня 2016 року Коквіль, Губервіль, Невіль-сюр-Мер i Ретовіль було об'єднано в новий муніципалітет Вік-сюр-Мер.

## Демографія
Динаміка населення (INSEE ):
Розподіл населення за віком та статтю (2006):
| Стать | Всього | До 15 років | 15-24 | 25-44 | 45-64 | 65-85 | Понад 85 |
| --- | ------ | ----------- | ----- | ----- | ----- | ----- | -------- |
| Чоловіки | 274    | 28          | 12    | 83    | 91    | 56    | 4        |
| Жінки | 288    | 48          | 32    | 68    | 68    | 64    | 8        |
| \| Статево-вікова піраміда \| Статево-вікова піраміда \| Статево-вікова піраміда \| \| ----------------------- \| ----------------------- \| ----------------------- \| \| Чоловіки \| Вік \| Жінки \| \| 4 \| 85 + \| 8 \| \| 8 \| 80-84 \| 8 \| \| 16 \| 75-79 \| 8 \| \| 12 \| 70-74 \| 28 \| \| 20 \| 65-69 \| 20 \| \| 16 \| 60-64 \| 8 \| \| 35 \| 55-59 \| 28 \| \| 20 \| 50-54 \| 24 \| \| 20 \| 45-49 \| 8 \| \| 16 \| 40-44 \| 28 \| \| 31 \| 35-39 \| 4 \| \| 28 \| 30-34 \| 16 \| \| 8 \| 25-29 \| 20 \| \| 4 \| 20-24 \| 8 \| \| 8 \| 15-20 \| 24 \| \| 8 \| 10-14 \| 12 \| \| 20 \| 5-9 \| 12 \| \| 0 \| 0-4 \| 24 \| |        |             |       |       |       |       |          |
| Статево-вікова піраміда |        |             |       |       |       |       |          |
| Чоловіки | Вік    | Жінки       |       |       |       |       |          |
| 4 | 85 +   | 8           |       |       |       |       |          |
| 8 | 80-84  | 8           |       |       |       |       |          |
| 16 | 75-79  | 8           |       |       |       |       |          |
| 12 | 70-74  | 28          |       |       |       |       |          |
| 20 | 65-69  | 20          |       |       |       |       |          |
| 16 | 60-64  | 8           |       |       |       |       |          |
| 35 | 55-59  | 28          |       |       |       |       |          |
| 20 | 50-54  | 24          |       |       |       |       |          |
| 20 | 45-49  | 8           |       |       |       |       |          |
| 16 | 40-44  | 28          |       |       |       |       |          |
| 31 | 35-39  | 4           |       |       |       |       |          |
| 28 | 30-34  | 16          |       |       |       |       |          |
| 8 | 25-29  | 20          |       |       |       |       |          |
| 4 | 20-24  | 8           |       |       |       |       |          |
| 8 | 15-20  | 24          |       |       |       |       |          |
| 8 | 10-14  | 12          |       |       |       |       |          |
| 20 | 5-9    | 12          |       |       |       |       |          |
| 0 | 0-4    | 24          |       |       |       |       |          |

## Економіка
2010 року серед 367 осіб працездатного віку (15—64 років) 250 були активними, 117 — неактивними (показник активності 68,1%, у 1999 році було 61,6%). З 250 активних мешканців працювали 224 особи (125 чоловіків та 99 жінок), безробітними було 26 (14 чоловіків та 12 жінок). Серед 117 неактивних 24 особи були учнями чи студентами, 65 — пенсіонерами, 28 були неактивними з інших причин.

У 2010 році в муніципалітеті числилось 252 оподатковані домогосподарства, у яких проживали 586,0 особи, медіана доходів виносила 16 821 євро на одного особоспоживача